# Kabinett De Vries/Fransen van de Putte
Das Kabinett De Vries/Fransen van de Putte war das vierzehnte Kabinett der Niederlande. Es bestand vom 6. Juli 1872 bis zum 27. August 1874.

## Zusammensetzung
| Amt               | Amtsinhaber                                                                                         | Bemerkungen                                                   |
| ----------------- | --------------------------------------------------------------------------------------------------- | ------------------------------------------------------------- |
| Ministerpräsident | Gerrit de Vries Isaäc Dignus Fransen van de Putte                                                   |                                                               |
| Auswärtiges       | Louis Gericke van Herwijnen                                                                         |                                                               |
| Justiz            | Gerrit de Vries                                                                                     |                                                               |
| Inneres           | Johan Herman Geertsema                                                                              |                                                               |
| Finanzen          | Albertus van Delden                                                                                 |                                                               |
| Krieg             | Menno David van Limburg Stirum Lodewijk Gerard Brocx (komm.) August Willem Philip Weitzel           | bis 15. September 1873 bis 6. Oktober 1873 ab 6. Oktober 1873 |
| Marine            | Lodewijk Gerard Brocx Isaäc Dignus Fransen van de Putte (komm.) Willem Frederik van Erp Taalman Kip | bis 18. Dezember 1873 bis 16. Mai 1874 ab 16. Mai 1874        |
| Kolonien          | Isaäc Dignus Fransen van de Putte                                                                   |                                                               |